# Aneuretus simoni
Aneuretus simoni – gatunek mrówki z podrodziny Aneuretinae, jedyny przedstawiciel rodzaju Aneuretus i jedyny współcześnie żyjący przedstawiciel rodziny. Występuje endemicznie na Cejlonie.

## Systematyka
Gatunek Aneuretus simoni zaliczany jest obecnie do rodziny Aneuretinae, w analizach filogenetycznych umieszczanej między Myrmeciinae-Ponerinae a Dolichoderinae.

## Występowanie
Zasięg występowania gatunku ograniczony jest do Cejlonu. Udokumentowane stanowiska to rezerwat leśny Gilimale, Pompekelle, Sinharaja, lasy Kirikanda, Moraella i Rambukoluwa.

## Biologia
Mrówki są padlinożerne, polują też na małe owady i odżywiają się nektarem. Żywa zdobycz paraliżowana jest żądłem. Robotnice furażują w ściółce i na jej powierzchni w godzinach porannych i popołudniowych. U Aneuretus simoni występuje dimorficzna kasta robotnic (robotnice major i minor).

## Morfologia
Oczy małe, składające się z około 30 omatidiów. Czułki 12-członowe. Głaszczki szczękowe 3-członowe, głaszczki wargowe 4-członowe. Posiada żądło. Pomostek jednosegmentowy, szypułka petiolusa wąska i długa. Propodeum z parą kolców. Golenie trzeciej pary odnóży opatrzone ostrogami. Barwa ciała od jasnożółtej do żółtopomarańczowej.